# Харви, Мэри
Мэри Вирджиния Харви (англ. Mary Virginia Harvey; род. 4 июня 1965, Пало-Алто, Калифорния) — американская футболистка, вратарь. Чемпионка мира (1991) и олимпийская чемпионка (1996) в составе национальной сборной.

## Карьера

### Клубная карьера
Во взрослом футболе дебютировала в 1988 году в немецком женском футбольном клубе «Франкфурт» (Франкфурт-на-Майне), ворота которого защищала на протяжении следующих трёх сезонов.
В 1993 году переехала в Швецию, где стала выступать за другой женский клуб «Хаммарбю», выйдя на поле в двух официальных матчах. В 1994 году перешла в другой шведский клуб «Тюресё», где в том же году завершила футбольную карьеру.

### Карьера в сборной
В 1989 году дебютировала в официальных матчах в составе женской национальной сборной США по футболу. Её первый выход на поле состоялся в том же году в матче против женской сборной Польши.
В 1991 году вместе с командой завоевала золотую медаль на первом чемпионате мира по футболу среди женщин, прошедшем в Китае. Пять лет спустя, в 1996 году вместе с командой завоевала золотую медаль на женском футбольном турнире летних Олимпийских игр в Атланте. Всего в составе сборной приняла участие в 27 матчах.